# Arboribonzo
Los arboribonzos eran antiguos sacerdotes japoneses, errantes y vagabundos, que vivían de la limosna.
Llevaban una especie de gorra compuesta de un tejido de cortezas de árbol de forma piramidal, de cuyo extremo salía un penacho de crin negro o de pelo de cabra. Su vestido cousistía en dos túnicas: la de encima era de algodón, bastante corta y con medias mangas; la que traían debajo es de piel de cabra, unos 4 o 5 dedos más corta que la superior. El cinto era doble y de tela muy basta y de una cuerda anudada a la espalda, colgaba un cubilete o vaso que sostenían en una mano. Con la otra empuñaban un bastón de un árbol cuyo fruto era parecido a las nísperas. Su calzado eran unas sandalias sujetas con correas y guarnecidas de cuatro hierros que hacían mucho ruido al andar. 
No se peinaban ni se cuidaban la barba, de suerte que todo su exterior manifestaba una deformidad repugnante. Estos sacerdotes conjuraban a los demonios. No obstante, no podían ejercer imperio sobre ellos hasta después de treinta años de religión. 